# Pop Rocky
Pop Rocky (Eigenschreibweise pop Rocky oder POP/Rocky) war ein Jugendmagazin, das von 1980 bis 1998 erschien. Die Vorgängerzeitschrift war die seit 1966 erscheinende Pop. Sie wurde bei der Zeitschriftenverlag AG in Zürich, später Baar verlegt. Ab etwa 1987 gehörte Pop Rocky zur Marquard Media Gruppe.

## Geschichte

### Vorgänger-Zeitschriften
Die Zeitschrift Pop (Eigenschreibweise pop) erschien ab 1966 in der Schweiz und ab März 1968 in Deutschland, anfangs monatlich, später zweiwöchentlich. Pop wurde bei der Zeitschriftenverlag AG in Zürich verlegt, Anfang 1980 war die Jean Frey AG mit 60 %, Jürg Marquard mit 40 % an der Zeitschriftenverlag AG beteiligt.
Die Monatszeitschrift Popfoto erschien ab 1966 auf Niederländisch beim niederländischen Verlag Muziek Express und ab 1968 auch auf Deutsch. Nach dem Verkauf von Muziek Express 1974 an die VNU kamen die Rechte der deutschen Ausgabe 1975 an die Sounds-Verleger Claus Grötzschel und Wolfgang Schrader, später hatte Springer die Rechte, im Januar 1980 kaufte die Zeitschriftenverlag AG Popfoto von Springer.
Im April 1980 fusionierten diese beiden Zeitschriften zu Pop – jetzt mit Popfoto.
Der Burda-Verlag brachte ab ca. 1972 die Zeitschrift Das bunte Freizeit-Magazin heraus, welches ab 1975 nur Freizeit-Magazin und ab 1976 Das Freizeit-Magazin – für junge Leute hieß. Ebenfalls beim Burda-Verlag erschien ab November 1977 die Wochenzeitschrift Rocky. Während sich Freizeit-Magazin eher an Mädchen und Rocky eher an Jungen wandte, waren beide nicht genügend erfolgreich. Diese beiden fusionierten ab Oktober 1979 zu Rocky – Das Freizeitmagazin. Trotz einer Auflage von über 500000 Stück machte Rocky – Das Freizeitmagazin pro Ausgabe etwa 50000 DM Verlust, sodass man im März 1980 darüber nachdachte, die Zeitschrift einzustellen. Im Mai 1980 wurde dann die Zeitschrift von Jürg Marquard übernommen.

### Pop Rocky
Im Juni 1980 wurden Pop – jetzt mit Popfoto und Rocky – Das Freizeitmagazin zu Pop Rocky vereinigt, das anschließend zweiwöchentlich erschien. Der erste Chefredakteur wurde, wie vorher bei der Zeitschrift Pop H. Elias Fröhlich, die erste Ausgabe mit der Nummer 9 im 15. Jahrgang hatte den Titel Pop – Popfoto – Melody Maker – jetzt mit Rocky – Das Freizeit Magazin mit Deborah Harry als Titelbild, der Verkaufspreis betrug wie bei Pop 2,50 DM, 2,50 sFr bzw. 20 öS.
Ein halbes Jahr nach der Übernahme im Januar 1981 bestand die Redaktion neben dem Herausgeber Marquard und dem Chefredakteur Fröhlich aus den stellvertretenden Chefredakteuren Dietrich Kracht (München) und Bruno Noser (Zürich) sowie aus Beat Hirt, Roland Harisberger, Hanns Hanneken, Waltraut Heinzen, Brigitte Weckelmann, Uta Mix, Thomas Beyl, Andreas Marquard, Albin Hofer, Albert Frank, Serge Panoff, Robert Lanker, Peter Zeugin, Peter Mazel, Hannes Schmid, Nelly Engi, Beatrix Spielmann und Marina Gianelli. Die Redaktionsadresse in der Schweiz war Binzstrasse 15 in Zürich, die deutsche war Herzog-Heinrich-Straße 4 in München.
Zum 1. Oktober 1985 verließ Fröhlich Pop Rocky und sein vorheriger Stellvertreter Bruno Noser wurde Chefredakteur.
Pop Rocky gehörte zur Zeitschriften Verlag AG Baar, bei der die Jean-Frey-Gruppe Hauptaktionär war.
1987 wurde die Jean Frey AG an Werner K. Rey verkauft und Marquard kaufte kurz darauf Pop Rocky von Rey.
Ab etwa 1988 wurde Peter Franz Chefredakteur.
Ab etwa Juni 1995 erschien die Zeitschrift wöchentlich und der Verkaufspreis wurde von 2,60 DM auf 1,30 DM reduziert, im Frühjahr 1996 wurde der Verkaufspreis auf 1,40 DM, 1997 auf 1,60 DM und 1998 auf 1,80 DM erhöht. Betrug im ersten Quartal 1997 die verkaufte Auflage noch 303.000, reduzierte sie sich im ersten Quartal 1998 auf nur noch 223.000 Exemplare. Anfang April 1998 wurde der Ausgabetag von Mittwoch auf Donnerstag und der Titel auf Pop Rocky – Young geändert.

### Einstellung, Rechtewechsel
Im Juni 1998 wurde Pop Rocky zugunsten des ebenfalls bei der Marquard Media Gruppe erscheinenden Jugendmagazins Popcorn eingestellt.
In den nachfolgenden Jahren gingen die Rechte für Pop Rocky durch mehrere Hände, bedingt durch den wiederholten Verkauf der Rechte für die Schwesterzeitschrift Popcorn. So verkaufte Marquard Popcorn zusammen mit den Rechten für Pop Rocky im Jahr 2000 an Axel Springer. Axel Springer wiederum gab 2009 die Rechte an Popcorn und Pop Rocky an Vision Media weiter. Vision Media verkaufte seinerseits im Jahr 2018 die Rechte an Popcorn und Pop Rocky an Egmont Ehapa Media. Dieser verkaufte die Rechte an Christian Kallenberg, der zuvor auch schon Yps wiederbelebte.

## Inhalt
Wie bei anderen Magazinen dieser Zielgruppe war das Titelbild den aktuell populärsten Stars vorbehalten, so zierten u. a. Abba, Kim Wilde, Nena, Boy George, New Kids on the Block, Lucilectric, DJ Bobo, Pamela Anderson, Blümchen oder die Backstreet Boys das Cover. Neben den Storys über aktuelle Stars wurde auch über Kinofilme, Trends in Mode und Unterhaltung sowie über Jugendthemen (Liebe, Sex und Sorgen) berichtet. Gewinnspiele, eine Foto-Love-Story, Musikcharts sowie Horoskope gehörten ebenfalls zum regelmäßigen Inhalt. Ebenso lagen dem Magazin Poster und gelegentlich Aufkleber bei.

## Pop Rocky Hammerschlumpf
Ähnlich der Bravo gab es auch bei Pop Rocky mit der Hammerwahl eine Wahl der beliebtesten Künstler des Jahres durch die Leser. Diese Hammerwahl wurde aus der Vorgängerzeitschrift Pop übernommen.
Die Künstler erhielten mit dem Hammerschlumpf Trophäen in Gold, Silber oder Bronze. Kim Wilde wurde insgesamt viermal mit einem Hammerschlumpf ausgezeichnet.
Preisträger (Auswahl):
- 1980: Olivia Newton-John (Goldener Hammerschlumpf – Filmstar des Jahres)
- 1981: Roger Moore (Silberner Hammerschlumpf – Filmstar des Jahres)
- 1982: Spider Murphy Gang (Goldener Hammerschlumpf – Band des Jahres)
- 1984: Tami Stronach (Goldener Hammerschlumpf – Filmstar des Jahres)
- 1984: Noah Hathaway (Silberner Hammerschlumpf – Filmstar des Jahres)
- 1985: Madonna (Goldener Hammerschlumpf – Sängerin des Jahres)

## Sonderhefte (ab 2021)
23 Jahre nach Einstellung von Pop Rocky veröffentlichte Christian Kallenberg am 7. Oktober 2021 unter der Nummer „Spezial 1/2021“ ein Sonderheft mit dem Motto „Best of 80s“. Am 28. Juni 2024 erschien bei BPV Medien unter der Nummer „Spezial 1/24“ die Ausgabe „Taylor on Tour“.